# Jesus Borja
Jesus Borja, né le 14 septembre 1948 à Saipan, est le quatrième lieutenant-gouverneur des Îles Mariannes du Nord entre le 10 janvier 1994 et le 12 janvier 1998.

## Biographie
Borja est née le 14 septembre 1948 de parents Antonia Sablan Camacho et Ricardo Tudela Borja. Il a épousé son épouse, l'ancienne Mary Anne Mangloña Pangelinan, en juillet 1972. Le couple a six enfants - Dora, Leticia, Jessica, Richard, Amanda et Emmanuel.
Il a obtenu son doctorat en droit en 1974 du Georgetown University Law Center à Washington DC.
Borja a été juge associé à la Cour suprême des Îles Mariannes du Nord de 1989 à 1993. Il a également exercé en tant qu'avocat dans un cabinet d'avocats pendant plusieurs années. 
En 1993, le candidat au poste de gouverneur démocrate, Froilan Tenorio, choisit Borja comme candidat aux élections législatives de 1993. Tenorio et Borja ont été élus gouverneur et lieutenant-gouverneur des îles Mariannes du Nord lors de l'élection des gouverneurs. Borja a été assermenté comme 4e lieutenant-gouverneur des îles Mariannes du Nord le 10 janvier 1994.
Après que Tenorio eut déclaré qu'il ne se représenterait pas en 1997, Borja annonça sa campagne pour lui succéder. Tenorio a par la suite changé d’avis, menant à une course à trois. En fin de compte, le candidat du parti républicain , l'ancien gouverneur Pedro P. Tenorio , a remporté les élections facilement avec 45,6% des voix. Le soutien démocratique a été partagé entre le gouverneur Tenorio et le lieutenant-gouverneur Borja. Tenorio a reçu 27,4% des voix et Borja 27%. Borja a quitté ses fonctions le 12 janvier 1998 et a été remplacé au poste de lieutenant-gouverneur par Jesus Sablan .
Lors de la campagne électorale de 2001 au poste de gouverneur, Borja a annoncé sa candidature au poste de gouverneur des îles Mariannes du Nord , en choisissant la candidate à la vice-présidence, Bridget Ichihara. Ses opposants à l'élection étaient le républicain Juan Babauta , le candidat du parti à la convention Benigno Fitial et l'ancien gouverneur démocrate Froilan Tenorio . Borja a perdu l'élection de 2001, se classant troisième derrière les vainqueurs Juan Babauta et Benigno Fitial. Babauta et son second, Diego Benavente, a remporté les élections avec 44,9% des voix, Fitial a terminé deuxième avec 25,5%, Borja troisième (18,0%) et Tenorio dernier avec 11,5% des suffrages. 
En Avril 2010, Borja a annoncé sa candidature en tant que démocrate pour délégué des Iles Mariannes du Nord à la Chambre américaine des représentants à l' élection de 2010. Dans une lettre d'intention aux présidents du parti démocratique CNMI, Jesse T. Torres, Borja a écrit: "Je suis hautement qualifié pour occuper le poste de délégué de Washington. En particulier, ma formation juridique à l'Université de Georgetown , mon expérience en tant qu'un juge de notre Cour suprême , mon expérience en tant que lieutenant-gouverneur et mon expérience en tant que membre de la Commission de la législation nationale sur la législation nationale me rendent particulièrement qualifié pour être le délégué du CNMI à Washington." Borja s'est officiellement porté candidat au poste le 28 juillet 2010. 
Borja a contesté le représentant en exercice, Gregorio "Killi" Sablan , le premier délégué jamais élu des Îles Mariannes du Nord à la US House. Joe Camacho du Parti de la Convention et le Républicain Juan Babauta , qui a exercé les fonctions de gouverneur de 2002 à 2006, ont également cherché à obtenir le siège. Sablan a été réélu contre les trois challengers.